# Terme suburbane

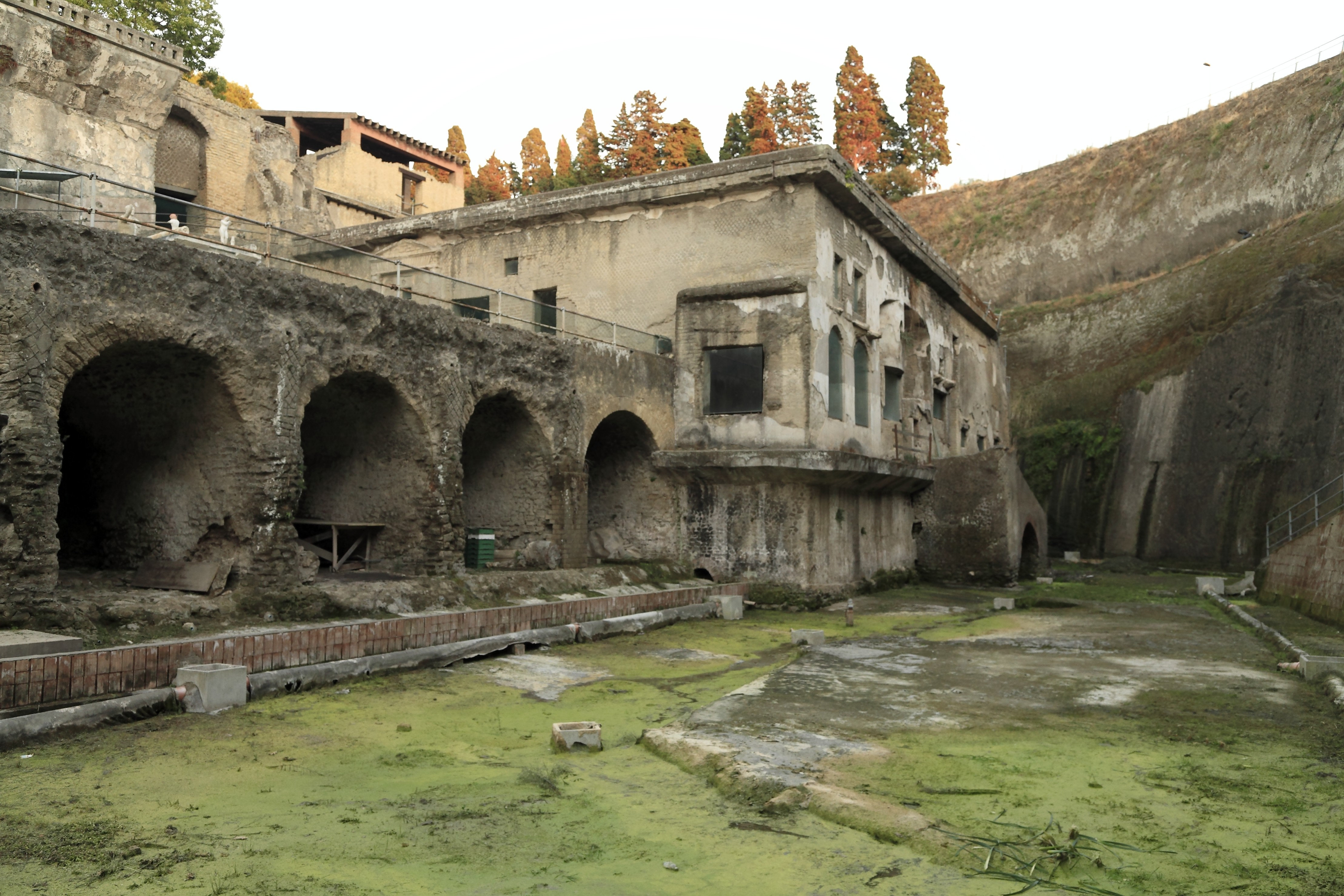
Blick auf das Bad

Die Terme suburbane (vorstädtischen Thermen) sind eine Badeanlage am Rand der antiken Stadt von Herculaneum, außerhalb der Stadtmauer, und lagen einst nahe am Meer. Es handelt sich um die weltweit besterhaltene antike Badeanlage, in welcher sogar hölzerne Türen erhalten sind.

## Geschichte

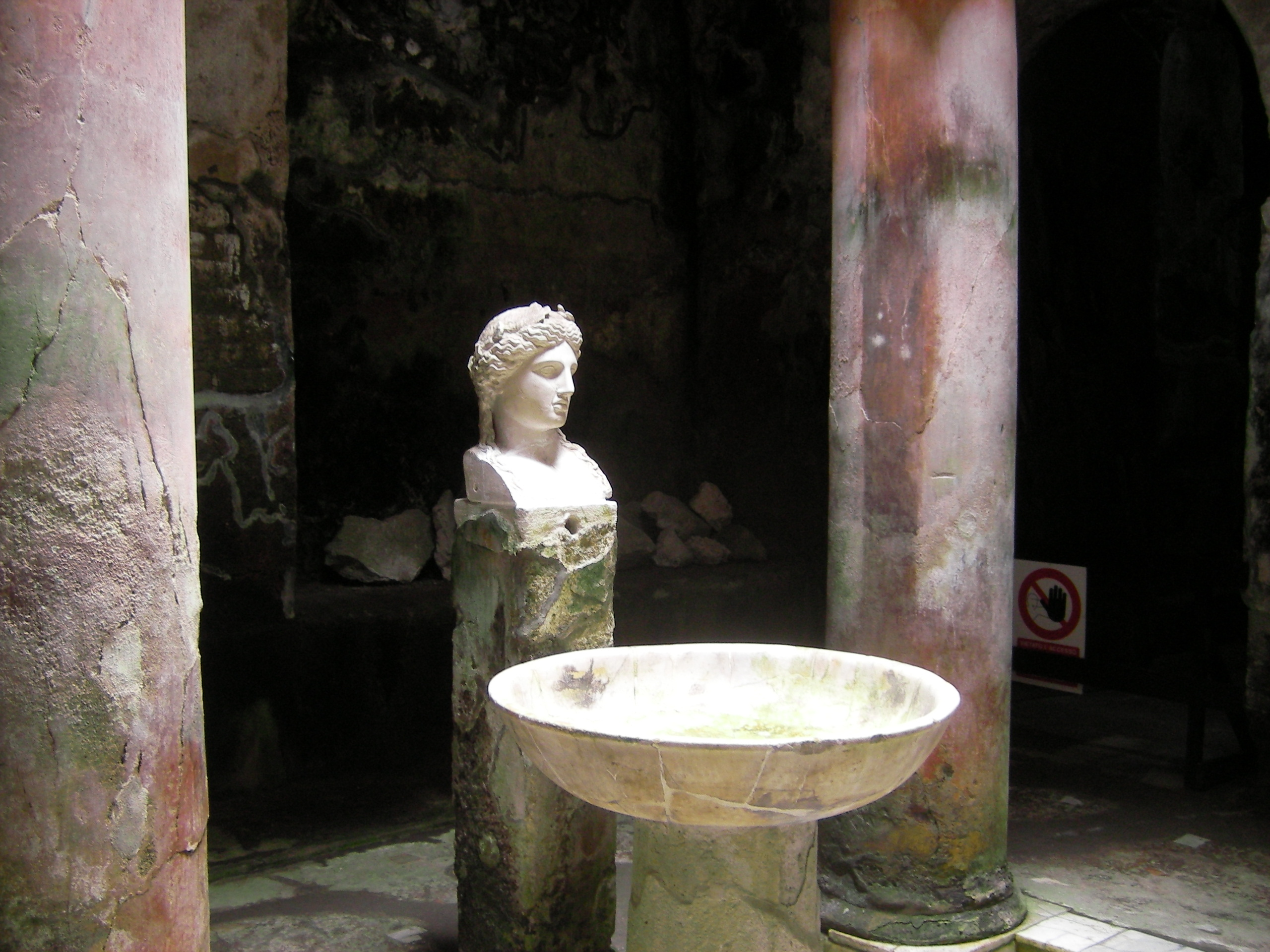
Atrium der Terme suburbano in Herculaneum

Der Bau wurde wahrscheinlich zu Beginn des 1. Jahrhunderts n. Chr. errichtet. Die Innenausstattung stammt indes vor allem aus flavischer Zeit, kurz bevor die Anlage beim Ausbruch des Vesuv 79 verschüttet wurde. Erste Ausgrabungen wurde in den 1960er-Jahren vorgenommen, welche sich aufgrund des hohen Grundwasserspiegels als besonders anspruchsvoll erwiesen.

## Beschreibung
Neben dem eigentlichen Bad befindet sich auf einer Terrasse ein Sportplatz (Palästra) und unter dem Bad umfangreiche Heizungsanlagen. Der Haupteingang des Bades lag im Norden, wo sich auch die Palästra befindet. Zentrum der Palästra bildet eine Statue des Marcus Nonius Balbus, der eine bedeutende Rolle in der Stadt spielte und eventuell das Bad stiftete.
Die Anlage misst 19,7 auf 27,6 Meter. Hinter dem Eingang befindet sich ein kleiner, atriumartiger Raum mit vier Arkaden und dazwischengestellten Pfeilern. Hier steht auch eine Herme. Die vier Baderäume befinden sich dahinter. Das Frigidarium, das Apodyterium, das Tepidarium und das Caldarium haben marmorne Fußböden und Wände, die reich mit figürlichen Stuckaturen und Wandmalereien dekoriert sind.
Der größte Raum ist das Frigidarium, dessen Kaltbadebecken sich an der Nordostseite befindet. Das Tepidarium ist mit marmornen Bänken ausgestattet und die Wände im vierten Stil stuckiert. Sie zeigen in den Hauptfeldern sieben männliche Figuren. Der Boden des Caldarium ist mit buntem Marmor ausgelegt, die Wände mit aufwändigen Stuckarchitekturdarstellungen im vierten Stil verziert. An der Schmalseite des Saales befindet sich ein Schwimmbecken, am Fenster ein runder Wassertrog.